# Roche Tower 2
Pour les articles homonymes, voir Roche Tower (homonymie).
La Roche Tower 2, également connue sous le nom de Tour Roche 2 ou Roche Tower (bâtiment 2), est un gratte-ciel de 205 mètres de hauteur et 50 étages situé à Bâle, en Suisse. Conçue par Herzog & de Meuron, il s'agit du plus grand gratte-ciel de Suisse. Cette tour fait partie des Roche Towers, le siège de l'entreprise pharmaceutique Roche.
La Roche Tower 2 a été construite dans le cadre d'une vaste restructuration du siège de Roche à Bâle, qui inclut également la Roche Tower 1. Une troisième tour de 221 mètres était initialement envisagée, mais elle a été annulée.
Le bâtiment 2 présente un aspect similaire à celui de la Roche Tower 1, achevée en 2015 et également conçue par les architectes suisses Herzog & de Meuron. Avec une hauteur de 205 m (50 étages) et un encombrement au sol inférieur à celui du bâtiment 1, il offre une capacité comparable avec 2 400 postes de travail. La tour a été inaugurée le 2 septembre 2022. L'investissement pour la construction du bâtiment 2 s'élève à 550 millions de francs suisses.

## Histoire
En octobre 2014, le groupe pharmaceutique Roche annonce son intention de construire une deuxième tour, plus haute, à la suite de la construction de la première Roche Tower. Le plan de développement de la zone nord du quartier de Wettstein n'ayant pas suscité d'opposition, l'entreprise dépose en octobre 2016 la demande de construction pour cette deuxième tour.

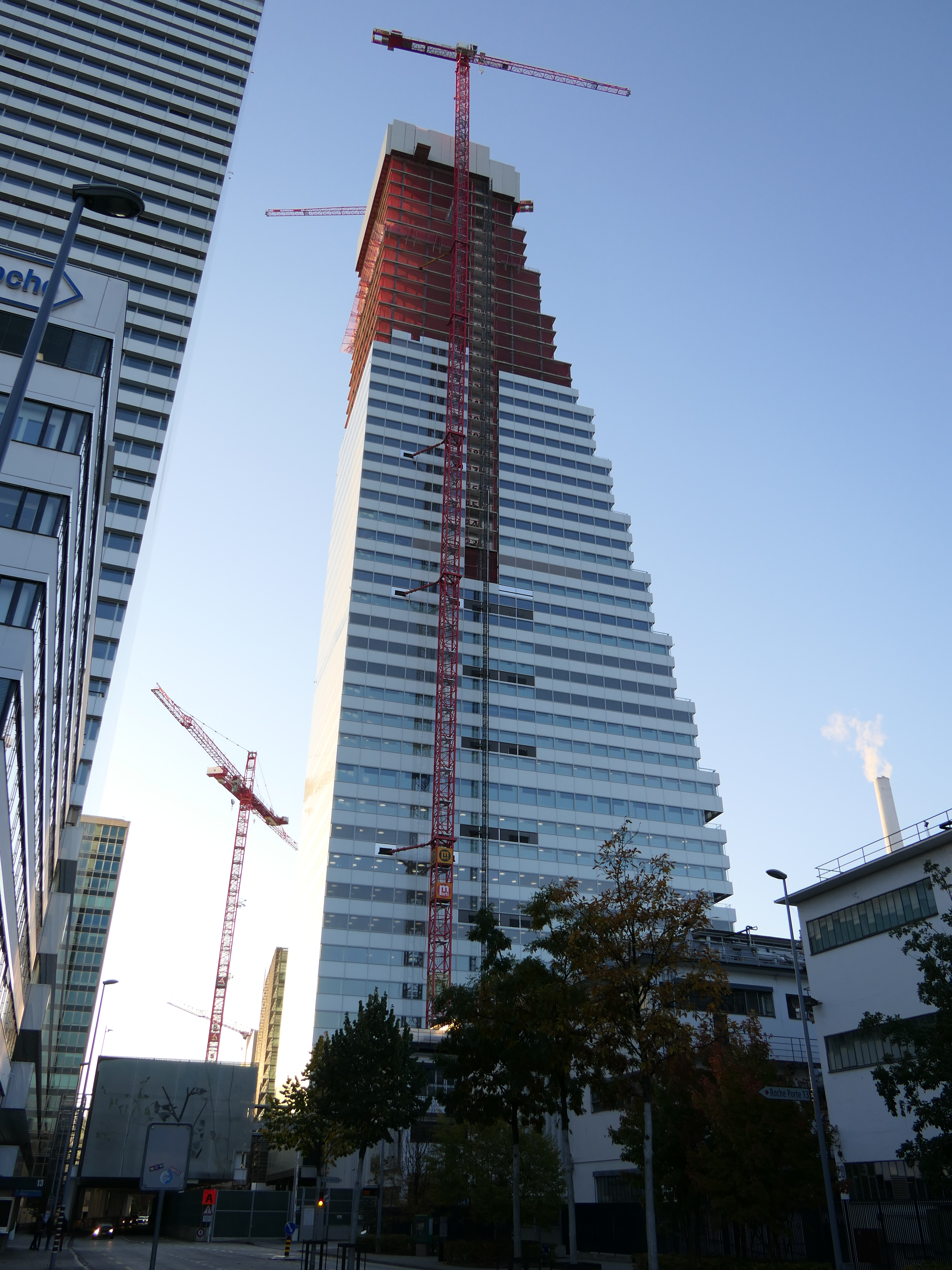
Le bâtiment 2 en 2020.

La démolition des anciens bâtiments sur le site de Roche débute en novembre 2016. À la mi-juillet 2019, douze étages et 58 mètres de hauteur sont atteints. Vers la fin novembre 2019, la hauteur de la tour atteint 90 mètres. En juillet 2020, elle dépasse les 160 mètres.
En novembre 2020, les travaux principaux sont achevés et la tour atteint sa hauteur finale de 205 mètres.
Depuis juillet 2021, la Tour Roche 2 dépasse la première tour, devenant ainsi la plus haute tour de Suisse et le plus haut bâtiment habitable du pays.
La tour est inaugurée le 2 septembre 2022.

## Description

### Localisation
La Tour Roche 2 est située dans le quartier de Wettstein, à Petit-Bâle, entre les rues de la Wettsteinallee et de la Grenzacherstrasse. Elle fait partie des Roche Towers, le site du siège social de l'entreprise pharmaceutique Roche, à une altitude de 257 mètres. À l'ouest du site se trouvent la ligne de chemin de fer menant à la gare badoise de Bâle ainsi que l'autoroute A2.

### Transports
- Arrêt de bus : Basel, Hoffmann-La Roche, sur les lignes 31 et 38 du Basler Verkehrs-Betriebe